# Япиги
Япигите (лат.: Iapyges, Iapygii; Iapyghìa; Iapigi; гръцки: Ιάπυγες) са древен индоевропейски народ, населявал Япигия, днешна Апулия в Италия през 2 или 1 хилядолетие пр.н.е.
Произлизат от Илирия или Крит (според Херодот)  и говорили на месапийски език.
Когато пристигат от другата страна на Адриатическо море илирийците се смесват със завареното население и дават началото на три различни народни групи: на север дауните или апулите, в средата певкетите и на юг месапите. 
Гърците им дават името япиги, понеже смятали, че са потомци на Япикс, син на митичния Дедал.
През 1600 пр.н.е. япигите основават първия си град Uria (Ория в провинция Бриндизи). През 466 пр.н.е. те побеждават гръцкия град Таранто.